# Takashi Umeda
Takashi Umeda (født 30. maj 1976) er en tidligere japansk fodboldspiller.
Han har spillet for flere forskellige klubber i sin karriere, herunder Oita Trinita.